# Ōta Minoru
Ōta Minoru (大田 実  Đại Điền Thực) (1891–1945) là một Phó đô đốc Hải quân Đế quốc Nhật Bản trong Thế chiến thứ hai. Ông là người chỉ huy các lực lượng hải quân Nhật phòng thủ bán đảo Oroku trong Trận Okinawa và đã mổ bụng tự sát khi bán đảo này thất thủ về tay quân Mỹ.

## Tiểu sử
Ōta sinh ngày 7 tháng 4 năm 1891 tại Nagara, Chiba. Ông đứng hạng thứ 64/188 ở khóa 41 Học viện Hải quân Hoàng gia Nhật Bản năm 1913. Ōta tham gia thực tập với quân hàm Chuẩn úy tại tuần dương hạm Azuma và đã có dịp cùng con tàu đi đến Honolulu, San Pedro, San Francisco, Vancouver, Victoria, Tacoma, Seattle, Hakodate và Aomori. Sau khi trở về Nhật, ông được điều đến thiết giáp hạm Kawachi, sau đó là thiết giáp hạm Fusō với quân hàm Thiếu úy. Sau khi được phong Trung úy năm 1916, ông trở về trường học ngành hải pháo, nhưng bị gián đoạn gần một năm vì mắc bệnh lao. Sau khi khỏi bệnh, ông hoàn thành khóa học ngư lôi và khóa học nâng cao về hải pháo, rồi chuyển sang làm việc trên thiết giáp hạm thiết giáp hạm Hiei và Fusō. Sau đó ông lại trở thành giảng viên tại Học viện Kỹ sư Hải quân.

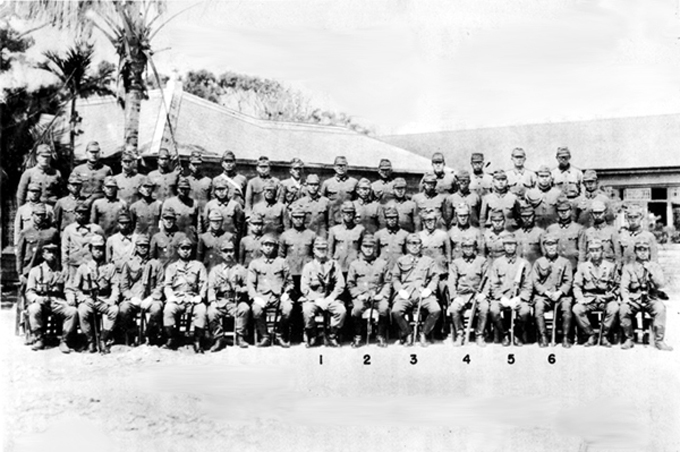
Ảnh chụp bộ chỉ huy quân Nhật tại Okinawa trước khi trận đánh bắt đầu

Ōta vào năm 1932 đã chỉ huy một đại đội Hải quân Lục chiến Đế quốc Nhật Bản trong Sự kiện Thượng Hải 1931. Ông được thăng hàm Trung tá năm 1934. Năm 1936, ông làm sĩ quan điều hành trên thiết giáp hạm thiết giáp hạm Yamashiro và sau đó là hạm trưởng tàu chở dầu Tsurumi năm 1937. Ông trở thành Đại tá vào tháng 12 cùng năm.
Năm 1938, khi Chiến tranh Trung-Nhật đã bùng nổ, Ōta được điều làm chỉ huy đơn vị Hải quân Lục chiến số 6 tại Kure. Năm 1941, ông làm chỉ huy Hải quân Lục chiến dưới sự điều hành của Hạm đội Trung Hoa Khu vực tại Vũ Hán, Trung Quốc. Cùng năm đó, ông trở về Nhật và được giao chỉ huy đơn vị Hải quân Lục chiến số 2, chuẩn bị cho cuộc đổ bộ lên đảo Midway. Mặc dù cuộc đổ bộ này đã không diễn ra, ông được phong hàm Chuẩn đô đốc và chỉ huy đơn vị Hải quân Lục chiến số 8 tại New Georgia chống lại Thủy quân lục chiến tuần duyên của Mỹ. Sau khi tham gia chỉ huy nhiều đơn vị khác nhau, tháng 1 năm 1945, ông được đưa đến Okinawa để chỉ huy đơn vị hải quân tại đây, lực lượng tăng viện cho công cuộc phòng thủ đảo.

### Trận Okinawa
Tại Okinawa, Ōta chỉ huy 10.000 lính dưới quyền. Tuy nhiên một nửa số đó là dân thường bị cưỡng bức quân dịch, không được huấn luyện đầy đủ. Số còn lại là các pháo thủ trên tàu biển, không có kinh nghiệm chiến đấu trên bộ. Các tài liệu Đồng Minh có sự mâu thuẫn nhau khi nói về vai trò của ông trong trận Okinawa. Có tài liệu nói Ōta có nhiệm vụ tổ chức và chỉ huy những người lính của mình chiến đấu với Đồng minh, "rút lui từ từ về bán đảo Oroku đã phòng thủ kiên cố." Tuy nhiên thực tế tổng hành dinh hải quân đã đặt tại Oroku ngay từ khi trận đánh bắt đầu. Đại tá tham mưu Yahara Hiromichi của Quân đoàn 32 Lục quân đã miêu tả việc truyền lệnh sai lệch đối với đơn vị của Ota như sau: Ota đã chuẩn bị cho việc phòng thủ từ ngày 24 tháng 5, đó là rút lui toàn bộ lực lượng hải quân về phía nam để hỗ trợ lục quân. Ông đã cho phá hủy các vũ khí hạng nặng, đạn dược và cả vũ khí cá nhân. Tuy nhiên Quân đoàn 32 trên đường rút quân lại lệnh cho Ota trở lại Oroku do có sự nhầm lẫn về thời gian. Điều này dẫn đến hải quân trở lại vị trí phòng thủ cũ mà không có vũ khí hạng nặng cũng như một nửa số binh sĩ không có súng trường. Lính Mỹ sau đó đã tấn công và bao vây hòn đảo, ngoài ra còn cho một đơn vị nhảy dù phía sau vị trí quân Nhật. Quân Nhật đã tự sát bằng các vũ khí có được và cả thực hiện tấn công tự sát. Theo bảo tàng tại địa đạo Tổng hành dinh Hải quân ở Okinawa, "4.000 lính Nhật đã tự sát" trong lô cốt chỉ huy, bao gồm cả Ōta.
Ngày 11 tháng 6 năm 1945, Sư đoàn Thủy quân lục chiến số 6 Hoa Kỳ bao vây vị trí của Ōta. Ông đã gửi bức điện tín sau cùng về Tổng hành dinh Quân đoàn 32 lúc 16 giờ ngày 12 tháng 6 (bảo tàng tại địa đạo Tổng hành dinh Hải quân ở Okinawa lại đưa ra thời gian là 20 giờ 16 phút ngày 6 tháng 6 năm 1945). Bức điện tín có nội dung như sau: 
| “ | Hãy gửi bức điện tín này cho Phó Đô đốc. Đáng lẽ người phải thông báo tình hình dân chúng tại Okinawa là ngài thị trưởng nhưng ông ấy đã không còn phương tiện nào để liên lạc nữa. Tổng hành dinh Quân đoàn 32 còn phải lo xử lý các thông tin của riêng họ. Trước tình thế nguy cấp mà chúng tôi đang phải đối mặt ở đây, tôi buộc phải viết bản báo cáo khẩn này mặc dù chưa có sự đồng ý của thị trưởng. Từ khi kẻ thù bắt đầu tấn công, lục quân và hải quân đã ra sức chiến đấu và do đó không thể quan tâm đến dân thường tại đây. Do sự bất cẩn của chúng tôi, nhà cửa và tài sản dân thường đã bị hủy hoại. Mọi người đàn ông ở đây đã tình nguyện cùng chúng tôi chiến đấu, trong khi phụ nữ, trẻ em, người già phải trốn trong các hầm ngầm. Những cô gái thì tình nguyện làm y tá, nấu ăn cho quân lính, mang vác đạn dược và cả tấn công kẻ thù. Điều này khiến những người dân trở thành đối tượng dễ bị kẻ thù tấn công và giết chết, thậm chí cả hãm hiếp. Y tá không còn biết làm gì với những người lính khi mà các đội quân y đã rút đi. Quân đội đã buộc người dân phải rời khỏi các khu vực dân cư, nhưng không có các phương tiện vận tải, người dân phải đi bộ trong đêm tối và mưa, thức ăn cũng không đủ. Kể từ khi quân đội dến Okinawa, dân thường đã bị cưỡng bức quân dịch và lao động, và phải hi sinh mọi thứ. Họ đã vì long trung thành. Giờ đây trận chiến sắp kết thúc nhưng họ vẫn chưa được công nhận chiến tích và được khen thưởng. Vì vậy, tôi cảm thấy rất thương cảm cho họ. Đến cuối tháng 6 này, sẽ không còn thức ăn nữa, côn trùng cũng đã không còn nữa rồi, chúng đã bị thiêu đốt hết. Người dân Okinawa đã chiến đấu như thế đấy ! Vì vậy, tôi đề nghị một sự quan tâm đạc biệt đến người dân Okinawa, kể từ giây phút này. | ” |

Ngày 13 tháng 6, Ōta đã cùng 6 sĩ quan tham mưu tại đây tự sát kiểu "Harakiri". Ngày 14 tháng 6, quân Mỹ đã chiếm được nơi này sau khi chịu thương vong 1.700 người còn phía Nhật chết hết. Thi hài của Ōta cùng 6 sĩ quan khác cũng được tìm thấy. Ōta sau đó được truy phong quân hàm Phó đô đốc.

### Sách
- Alexander, Joseph H. (1997). Storm Landings: Epic Amphibious Battles in the Central Pacific. Nhà in Học viện Hải quân. ISBN 1-55750-032-0.
- Astor, Gerald (1996). Operation Iceberg: The Invasion and Conquest of Okinawa in World War II. Dell. ISBN 0-440-22178-1.
- Feifer, George (2001). The Battle of Okinawa: The Blood and the Bomb. The Lyons Press. ISBN 1-58574-215-5.
- Lacey, Laura Homan (2005). Stay Off The Skyline: The Sixth Marine Division on Okinawa—An Oral History. Potomac Books. ISBN 1-57488-952-4.
- Leckie, Robert (1997). Strong Men Armed: The United States Marines Against Japan. Da Capo Press. ISBN 0-306-80785-8.
- Prange, Gordon W (1983). Miracle at Midway. Penguin. ISBN 0-14-006814-7.
- Wiest, Andrew A (2001). The Pacific War: Campaigns of World War II. Motorbooks International. ISBN 0-7603-1146-3.
- Lê Vinh Quốc-Huỳnh Văn Tòng (2000). Cuộc chiến tranh Thái Bình Dương (1941-1945). Việt Nam: Nhà xuất bản Giáo dục.

### Website
- Nishida, Hiroshi. "Imperial Japanese Navy". Bản gốc lưu trữ ngày 29 tháng 1 năm 2013. Truy cập ngày 23 tháng 7 năm 2013.